# Маленга-Чанзі
Мале́нга-Ча́нзі (англ. Malenga Chanzi) — традиційна громада у складі дистрикту Нхотакота Центрального регіону Малаві.
Населення — 43257 осіб (2018).